# Brahim Chergui
Brahim Chergui (en arabe : براهيم شرقي) surnommé Si H'mida, né en 1922 à Aïn Khadra dans la wilaya de M'Sila, mort en 2016 à Alger, est un révolutionnaire de la guerre d'indépendance algérienne.

## Biographie
Brahim Chergui passe son enfance et sa scolarité à Biskra. Après une rencontre avec un membre du Parti du peuple algérien (PPA), dès 1942, il milite avec Larbi Ben M'hidi au sein des Amis du manifeste et de la liberté (AML). Il est arrêté en 1944 car il ne répond pas à sa convocation au service militaire ; libéré en 1946, il est alors intégré au sein du PPA. Il rejoint  l'Organisation spéciale (OS) vers 1948 dans le département de Constantine alors sous la responsabilité de Mohamed Boudiaf.
Il est le premier chef de la Zone Autonome d'Alger (ZAA). Durant la bataille d'Alger, Chergui est capturé par les bérets rouges du 3e RPC le 24 février 1957. Il est placé dans la cellule voisine de Larbi Ben M'hidi. Il est sévèrement torturé puis emprisonné le 13 avril 1957 à la prison de Serkadji à Alger jusqu'à sa libération lorsque l'Algérie obtient son indépendance en 1962. Après l'indépendance, il se retire de la vie politique.
Il est mort à l'âge de 94 ans à l'hôpital militaire d'Aïn Naâdja d'Alger le 6 janvier 2016.

## Arrestation
Brahim Chergui fut un temps soupçonné  d'avoir donné aux militaires français l'adresse où se trouvait Larbi Ben M'hidi et où il fut arrêté. Si la sœur de ce dernier estime que « ce sont ses frères de combat qui l’ont donné », elle précise en même temps que « les noms de Yacef Saâdi et de Brahim Chergui ont circulé, mais il s’est avéré que c’était une fausse piste » à la suite d'une entrevue de la nièce de Larbi Ben M’hidi avec le colonel Bigeard. Par ailleurs, l'arrestation de Ben M'hidi  a lieu le 23 février 1957, soit un jour avant celle de Brahim Chergui le 24 février 1957 ; Benyoucef Benkhedda affirme être le seul à l'époque à connaître l'adresse du refuge de Ben M'hidi,.

### Confusion
La photographie montrant l'arrestation de Ben M'hidi a provoqué de nombreuses réactions jusqu'à présent, car Brahim Chergui est présenté sans menottes sur toutes les photos publiées, tandis que Larbi est montré avec les mains et les pieds menottés.

### L'histoire de la montre
Selon la sœur Larbi ben M'hidi, ce dernier avait donné sa montre à son compagnon Brahim Chergui, en lui demandant de la remettre à sa mère si elle était encore en vie, ou à sa sœur Drifa en cas de décès. Ibrahim Chergui a remis la montre aux autorités algériennes de l'époque (FLN), qui l'ont placée au Musée national des Moudjahidines.

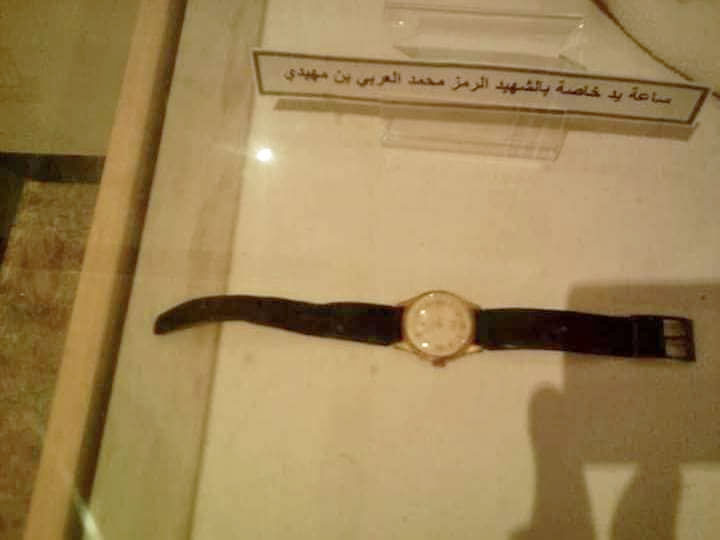
La montre de Larbi Ben M'hidi au Musée national des Moudjahidines
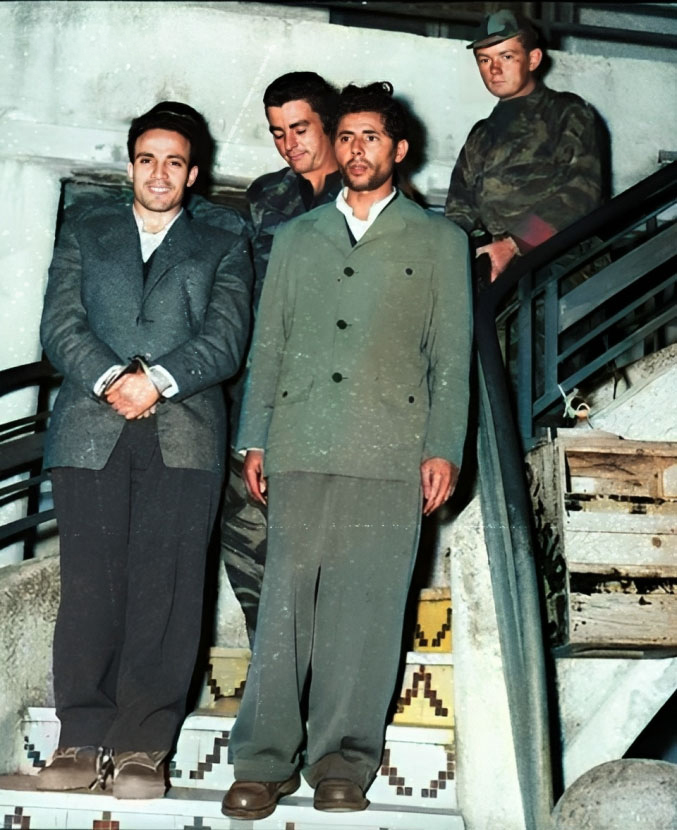
Larbi Ben M'Hidi et Brahim chergui en 1957

## Ouvrage
- Avec Mouloud Ben Mohamed et  Hamid Tahri, Au cœur de la bataille d'Alger, éditions Dahlab, 2012,  (ISBN 978-9-96161-276-7)